# 韓国石油公社
韓国石油公社（かんこくせきゆこうしゃ、ハングル: 한국석유공사、）は蔚山広域市に本社を置く大韓民国の国営石油会社である。英語名称のKorea National Oil Corporationより略称はKNOC。韓国政府の行政機関である産業通商資源部の傘下組織であり、韓国政府が100%出資する公企業。1979年に設立された韓国石油開発公社を前身としており、1999年に韓国石油公社に改称された。韓国内のガス田のみならず、海外16か国24か所の鉱区で権益を有して資源探査、開発、生産を行っている。

## 歴史
韓国が国内に有するエネルギー資源はわずかな石炭に限られており、1970年代のオイルショックで多大な経済的損失が生じた。これを受けて韓国は1978年に国内の石油の供給を安定化させる目的で韓国石油開発公社法を制定し、翌1979年3月に石油の国家備蓄の主導および国内外でのエネルギー資源開発を担う国有企業として韓国石油公社（KNOC）の前身となる韓国石油開発公社（PEDCO）を設立した。韓国政府の行政機関である産業通商資源部の傘下組織であり、韓国政府が100%出資する公企業に分類される。設立当時にはソウル特別市に本社を置いていたが、1995年に京畿道の安養市に本社を移転した。1999年に社名を韓国石油公社に改称し、資本金を5兆ウォンに増資した。2007年および2012年の2度の韓国石油公社法の改正で資本金を13兆ウォンまで増資し、2014年には本社を蔚山広域市に移転した。2008年よりガソリン価格の情報サイト「Opinet」のサービスを始め、その後2011年よりガソリンスタンド事業を開始した。2021年にロイヤル・ダッチ・シェル・アメリカでアジア太平洋地域のグローバルマネージャーを務めた経歴を持つ蔚山科学技術院情報バイオ学部の学部長であった金東燮が最高経営責任者に就任した。
2000年代以降は海外で入札や買収などにより資源探鉱や採掘の権益を確保していき、2023年には国内に6か所、海外に16か国24か所の鉱区で権益を有している。KNOCが権益を有する資源の総埋蔵量は9億5000万石油換算バレル、産出量は日産13.5万石油換算バレルと見られる。2023年8月には石油事業に限られていたKNOCの活動領域を拡大するために韓国石油公社法の改正案が決議されて水素事業にも取り組めるようになり、2023年10月には韓国とサウジアラビアとの間で水素事業の協力強化に関する覚書が締結された。

## 採掘事業

### 国内
韓国では1970年に海底鉱物資源促進法を制定し、大陸棚を7区域に分割してアメリカのガルフ石油やイギリスのロイヤル・ダッチ・シェルなどの海外企業との間に開発協約を締結して海底資源の開発を行った。この事業でいくつかの油田、ガス田が発見されたものの、いずれも採算性の取れる規模のものではなく、商業生産が可能な資源の発見までには至らなかった。1983年以降、韓国内の資源開発はPEDCOが主導するようになり探査と試掘が続けられた結果、1998年に蔚山沖で経済採算性が取れる規模の海底ガス田が発見された。このガス田は東海-1ガス田と名付けられ、2002年3月より生産設備の建設が着工し、2004年9月に生産が開始した。東海－1ガス田は液化天然ガス換算で400万トンの天然ガスが埋蔵されていると見積もられている。2005年には東海-1ガス田の南西5.4キロメートルの海域で更なるガス田が発見されて東海-2ガス田と名付けられ、2014年より試掘が行われた後、東海-1ガス田と接続する形で2016年より生産が開始された。東海-1ガス田はKNOCが100%の権益を有し、東海-2ガス田はKNOCが70%、ポスコ大宇が30%の権益を有していた。その後、東海-1および東海-2ガス田は資源が枯渇し、2021年の年末に生産は終了した。東海ガス田では2021年の生産終了までの期間に4100万石油換算バレルのエネルギー資源を産出し、2兆7000億ウォン分の輸入石油を代替したと見積もられている。生産終了後の石油プラットフォーム設備は洋上風力発電の基部に転用する計画が立てられている。
KNOCは次なるエネルギー資源の発見を目指して国内の海底資源探査を継続しており、2007年に東海ガス田を含む6-1鉱区の一部（6-1N鉱区）および8鉱区においてKNOCとオーストラリアのウッドサイド・ペトロリアムがそれぞれ50%の権益を保有してライセンス契約を締結して試掘が行われている。2019年には同一鉱区において新たな契約が交わされ、更なる資源探査が続けられている。また、KNOC単独でも2020年に6-1鉱区の一部（6-1C, E鉱区）、2022年に済州島近辺の海盆地域に設定された4鉱区、5鉱区においてライセンスを取得して三次元物理探査や試掘を行っている。2021年には探査データから東海ガス田の北東に位置する海域に7億石油換算バレルと見積もられるガス田の存在が推定され試掘が始められたものの、制御不能の高圧で地下資源が噴出する「暴噴」と呼ばれる事故が起る恐れのある異常高圧層の存在が検知されたため試掘は中止された。その他、2022年には日韓大陸棚協定に基く共同開発区域におけるライセンスも取得したが、日韓共同での開発のみが許される区域であるため日本側のライセンス取得者を待つ状況である。

### 海外
KNOCは海外での採掘事業は単独もしくは韓国企業とコンソーシアムを形成して参画している。1992年、KNOCはベトナムの11-2鉱区でベトナムとの生産物分配契約という形で権益を得て探鉱を開始し、1995年にRong Doiガス田を発見した。2004年にベトナム国営石油会社であるペトロベトナムとの間でガスの売買契約を締結し、2006年より生産が開始された。この鉱区における事業運営はKNOCにとって初めての海外での成功例であった。またベトナムの別の鉱区においても、1998年にSKグループと共同で韓国コンソーシアムを形成してKNOCが主導する形でアメリカ、フランスの石油企業と合同でベトナムの15-1鉱区の探鉱に参加し、2000年から2005年にかけて4か所の海上油田を発見した。最も早い2000年に発見されたSu Tu Denフィールドでは2003年より石油の生産が開始され、他のフィールドにおいても順次生産が始まっていった。15-1鉱区全体の可採埋蔵量は7億2000万バレルと見積もられており、権益はベトナムのペトロベトナムが50%、アメリカのコノコフィリップスが23.25%、韓国コンソーシアムが23.25%（KNOC14.25%、SK9%）、フランスのGeopetrol SAが3.5%である。
リビアにおいては1990年にイギリスのLASMO社と韓国コンソーシアム（KNOC、ヒュンダイ、SK等）の共同で生産物分配契約を結び西部地域のNC-174鉱区の探鉱に参画し、1997年にアル・フィール油田（エレファント油田とも）を発見した。2004年より生産開始。ピーク時の2007年には日産14万バレルを産出したが、2012年には9万バレルまで生産量が低下している。生産開始当初はLasmo、アジップ、韓国コンソーシアムでそれぞれ1/3の権益を分け合っていたが、2014年にはリビア国営石油会社（NOC）が50%、LASMO社を買収して権益を引き継いだイタリアのEni社が33.33%、韓国コンソーシアムが16.68％となり、2023年時点ではNOCが88％、Eni社が8%、韓国コンソーシアム全体で4%の権益比率となっている。
その他、KNOCは買収という形でも海外の採掘事業を展開しており、2008年にメキシコ湾に油田権益を持つテイラー・エナジー社を買収したのを皮切りに、2009年にはカナダ中部にガス田などを有するハーベスト・エナジー社や、ペルー沖の海上鉱区の権益を持つPetro-Tech社などを買収した。2010年には北海油田やアフリカなど14か国に権益を持つイギリスのDana Petroleum社を買収し、この買収によって韓国は石油の自主開発比率が初めて2桁となった。また、この買収は韓国企業が海外企業の敵対的買収に成功した初めてのケースでもあった。このようなKNOCの積極的な海外投資は当時の李明博政権のエネルギー自給率引き上げ政策が後押しとなっていたが、石油価格が高騰していた時期にも重なってしまっていたため負債が過大になる結果を招き、その後の石油価格下落も相まって赤字経営が続き2016年には負債比率が529%まで悪化した。また、ペルーのPetro-Tech社（買収後Savia Peru社に社名変更）の買収では契約上の問題で産出した石油の販売権がペルー政府に握られており、産出した石油を韓国国内に輸出できないまま2021年に保有する全株式を手放した。

## 備蓄事業
PEDCOが設立された1979年よりPEDCO主導で石油の国家備蓄が進められ、1989年には第一次備蓄計画として4360万バレルの備蓄が完了した。1993年には民間備蓄も始まったが、その後も計画備蓄は継続された。韓国は国際エネルギー機関（IEA）に加入するための要件である純輸入量の90日分の備蓄を目指して第二次備蓄計画を立て、2002年には9550万バレルまで備蓄を積み増してIEAへの加入が承認された。その後も2010年には第三次備蓄計画として1億6400万バレルの備蓄が完了し、2014年から2025年に向けて第四次備蓄計画を進めている。また、2023年10月には、韓国・サウジアラビア首脳会談にあわせてサウジアラムコとの間に原油共同備蓄の契約が結ばれた。

## その他の事業
KNOCは国内外の石油関係情報の収集を行っており、1981年より石油に関する輸出入データおよび国内の石油取引情報から解析した需給情報の統計を「石油需給統計」という形で年に1回の刊行を行い、更に1986年からは毎月「韓国月次石油統計」も刊行している。また、国内の石油関連情報をデータベース化してインターネット上で閲覧できるようにしたペトロネットおよび、ガソリン価格を収集しネット上で公開しているオピネットを運営している。その他、2011年より国内のガソリン価格の安定を目的としてガソリンスタンドの経営を行っており、2023年6月時点で韓国内のシェアの11.7%を占めている。
石油以外のエネルギー事業として、東海-1ガス田跡地における洋上風力発電所の建設計画や、アンモニア燃料のインフラ構築プロジェクトなどを手掛けている。また、カーボンニュートラルへの取り組みとして、東海-1ガス田の貯留層に二酸化炭素を圧入して貯留するCCSプロジェクトにも参画している。